# Созанський Іван
Іван Созанський (1 грудня 1881, с. Старі Купновичі — 28 лютого 1911, м. Броди) — український галицький історик і філолог, педагог.

## Життєпис

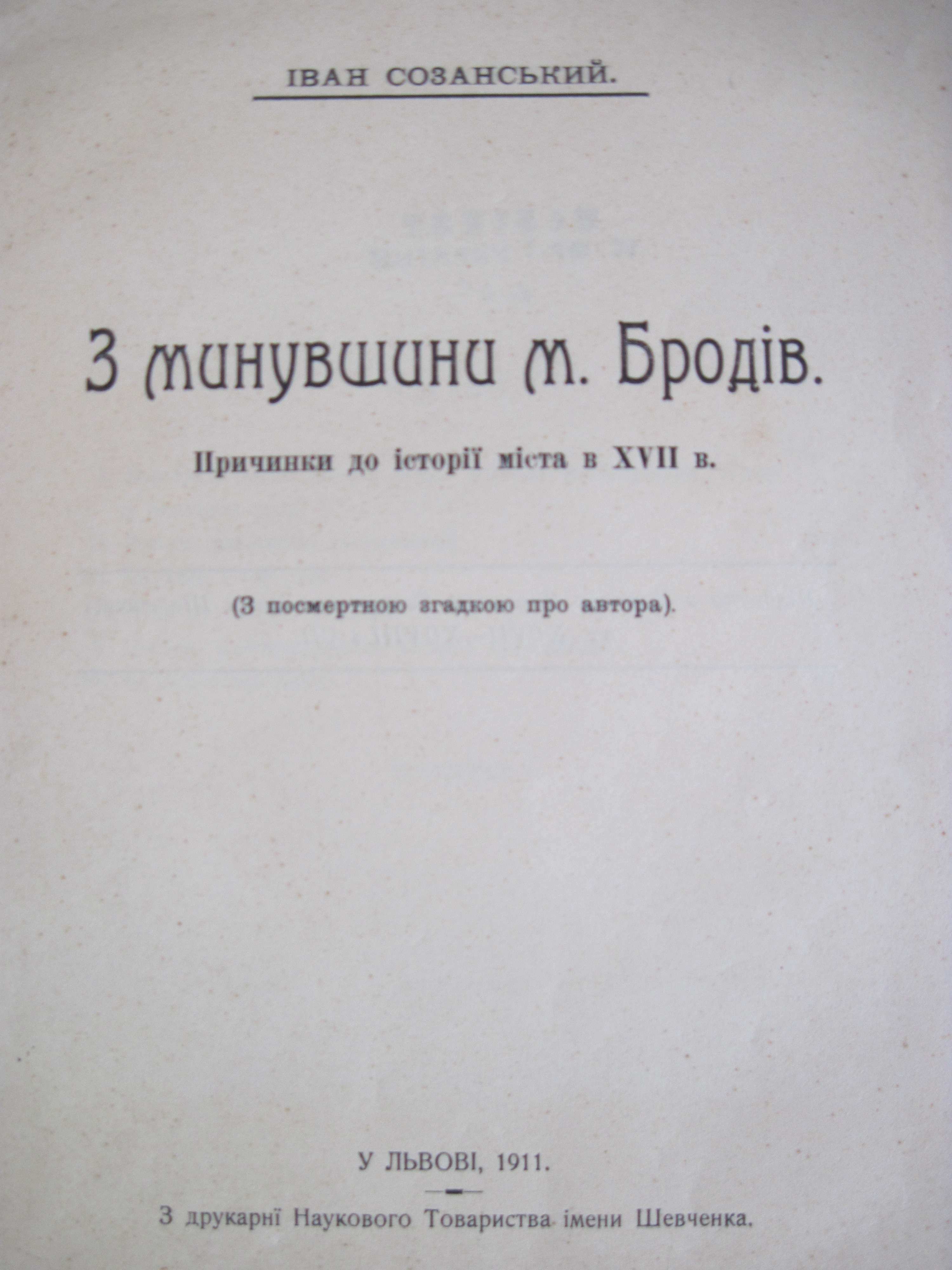

Народився 1 грудня 1881 року в с. Старі Купновичі в селянській сім'ї.
Спочатку навчався в місцевій сільській школі. Гімназійну освіту здобув у Самборі (1902 р.). Закінчив Львівський університет, де слухав виклади Кирила Студинського, Михайла Грушевського. Працював у бібліотеці НТШ (1905—1906). 1907 р. склав іспити, почав працювати на посаді вчителя української мови у Львівській академічній гімназії. Професор української мови у Бродівській гімназії (1908—1911), змінивши Василя Щурата. Редагував газету «Руска Рада» (Чернівці).
25 червня 1908 року відбулися перевиборні збори філії товариства «Просвіта» в Бродах, на яких обрали новий склад Виділу, зокрема, його секретарем Івана Созанського.
Перед смертю сильно хворів грипом, який обтяжив менінгіт. Помер 28 лютого 1911 року в м. Броди (нині Львівська область, Україна). Похований на міському цвинтарі у Бродах. На початку червня 2008 р. його могилу було відновлено.

### Праці
- з історії Галичини, серед інших — «З минувшини міста Бродів», ЗНТШ, тт. 97, 98, 102 (1910 — 11), «До історії народного шкільництва в рр. 1821—1888» (Учитель, 1909);
- з історії українського руху в Галичині у 19 ст. («До історії участи галицьких Русинів у слов'янськім Конгресі в Празі 1848», ЗНТШ. т. 72, 1906, «До історії відносин австрійської бюрократії в Галичині до укр. національно-полїтичного руху 1849 — 50», там таки, т. 89, 1909) та ін.;
- про відомих діячів; «До ґенези творчости М. Шашкевича» (Записки НТШ, т. LXXIII, 1906), О. Духновича тощо.